# Burt Hooton
Burt Carlton Hooton (né le 7 février 1950 à Greenville, Texas, États-Unis) est un lanceur droitier de baseball, actif dans les années 1970 et 1980.

## Carrière
Après avoir évolué pour les Longhorns de l'université du Texas à Austin, Burt Hooton joue dans la Ligue majeure de baseball pour les Cubs de Chicago de 1971 à 1975, les Dodgers de Los Angeles de 1975 à 1984, et les Rangers du Texas en 1985. 
Il maintient une moyenne de points mérités de 3,38 en 2 652 manches lancées en carrière, surtout comme lanceur partant. 
Il fait partie de trois équipes des Dodgers championnes de la Ligue nationale et de l'équipe championne de la Série mondiale 1981. Il est nommé joueur par excellence de la Série de championnat 1981 de la Ligue nationale après avoir blanchi les Expos de Montréal en 14 manches et deux tiers lancées. 
Le 16 avril 1972, à son 4e départ dans le baseball majeur, le jeune Burt Hooton lance pour les Cubs à Chicago un match sans point ni coup sûr contre les Phillies de Philadelphie,.